# Husky Dome
Der Husky Dome ist ein kuppelförmiger Berg in der antarktischen Ross Dependency. Mit 3580 m ist er die höchste Erhebung der Husky Heights im Königin-Maud-Gebirge.
Benannt wurde er durch Teilnehmer einer von 1961 bis 1962 durchgeführten Kampagne im Rahmen der New Zealand Geological Survey Antarctic Expedition nach ihren Schlittenhunden, mit denen sie zum Berg unterwegs waren.